# Spirou (personaje)
Spirou es un personaje de ficción creado por Robert Velter (seudónimo Rob-Vel) para la revista de historietas Journal de Spirou, editada por Jean Dupuis a partir de 1938. Es el personaje principal de la serie Spirou y Fantasio, aunque con anterioridad su imagen ya había sido utilizada en algunos afiches creados por el citado dibujante.

## Creación y antecedentes generales del personaje

### Origen del nombre
Etimológicamente, un spirou en idioma valón equivale al concepto de ardilla (y por eso el personaje tiene una ardilla como animal de compañía). Naturalmente, Spirou es el personaje principal de la serie Spirou et Fantasio, sin que por ello deba restarse importancia a varios de sus otros personajes.

### Los comienzos: Rob-Vel y Jijé
Spirou comenzó su carrera como botones en el Moustic Hotel, ocupación de la que conservará la vestimenta durante muchos años. Rob-Vel se inspiró en la función y el color del traje de sus años de juventud pasados en los transatlánticos (especialmente en el navío Île de France), donde el color rojo era lo usual.
Con su esposa Davine, Robert Velter primeramente realizó historias gráficas humorísticas (chistes), que poco a poco fue refinando y transformando progresivamente en aventuras de su personaje, incluso al punto de realizar una aventura espacial. Y a partir de 1939, el autor adjuntó una pequeña ardilla a su personaje central, a la que llamó Spip. Spirou conoció a Spip porque oportunamente la salvó de un sabio loco.
Respecto de su creación, Rob-Vel reconoció tener una orientación vacilante. Las intrigas se inscribían tanto en la línea de los clichés de la novela popular (el pícaro espabilado frente a la adversidad, los herederos que se enfrentan mutuamente, un hijo de multimillonario raptado), como en la línea de la ciencia ficción (el viaje interplanetario, el hombre invisible). Spirou es un pilluelo listo y creativo, representativo de la imagen que entonces quería dar ediciones Dupuis.
El personaje pronto se encuentra en el corazón de una mezcolanza de autores y de intrigas, fundamentalmente consecuencia de las problemáticas de la Segunda Guerra Mundial. El propio Robert Velter fue movilizado y luego hecho prisionero de los nazis, por lo que se cortaron sus comunicaciones con la editorial Dupuis, y entonces el personaje pasó por varias manos (Davine, Luc Lafnet, y Jijé), con la consecuencia de sufrir impactantes cambios en su fisonomía y en su modo de actuación.
Según su nieta Lucienne Defawes, Luc Lafnet en cierto momento pretendió ser el autor original de Spirou, señalando malévolamente que había dejado firmar las primeras planchas a su amigo y colega Rob-Vel, ya que, según él, su reputación de pintor serio se habría visto perjudicada si se hacía público que también se dedicaba a la historieta. Ninguna otra prueba, aparte de esa declaración verbal, pudo ser aportada, por lo que la paternidad del personaje fue definitivamente asignada a Rob-Vel.
Recordemos que Joseph Gillain, también conocido como Jijé, retomó brevemente los diseños de este personaje en 1940, mientras que el creador Rob-Vel se recuperaba de una herida de guerra, aunque a partir de 1943 este relevo se hizo permanente. Por su parte Gillain se orientó sobre todo a hacer vivir cortas aventuras al héroe Spirou, y también añadió otro miembro al equipo, Fantasio. Así fue como surgió la serie Spirou et Fantasio
La lógica de las intrigas con frecuencia fue sometida a pruebas de fuego, dado los diversos relevos de autores con sus consecuentes cambios de enfoque: Así por ejemplo, cuando Jijé tomó al personaje en plena peripecia como hijo de un multimillonario, y visiblemente poco inspirado con esta línea de desarrollo, arrancó el nuevo episodio haciendo a Spirou una estrella del cine americano, antes de enviarlo al polo Norte.
Consecuentemente y al retomar Rob-Vel el desarrollo creativo a partir de 1941, orientó al personaje Spirou a continuar viajando, para así encontrar a su primer gran compañero, un africano llamado Pulga. Este enfoque concuerda con la situación que se vivía en ese momento, ya que en las horas sombrías de la ocupación nazi, era de buen tono el recurso a las aventuras exóticas. Véase que Hergé envía a su Tintin bajo el agua a la búsqueda del Licorne, y por su parte Rob-Vel envía su Spirou al planeta… Zigomus. 
Del Spirou de Rob-Vel, se destacan tanto la ardilla Spip, como la fastidiosa tendencia del personaje a vagabundear por buena parte de la superficie del globo, aunque siempre vestido con su traje de botones, lo que sin duda complicará un poco la vida a los siguientes diseñadores.
.

### El período Franquin
En 1947, Spirou comenzó a ser dibujado por André Franquin, autor hoy célebre por haber revolucionado el grafismo, así como el universo de la citada serie. Las aventuras de Spirou entonces pasaron a ser bastante más largas, y los tres clásicos héroes fueron acompañados por una galería de nuevos personajes, entre los que evidentemente debería citarse especialmente al Marsupilami (Marsupilamus Fantasii), quien será una compañía frecuente durante todo este período.
Pero la citada galería contaba también con otros destacados personajes, como por ejemplo la joven periodista Seccotine así como el conde de Champignac (quien en cierto sentido se convertirá en el abuelo de corazón de los dos héroes Spirou y Fantasio). También hay que referirse a la llegada de enemigos recurrentes, como sin duda lo fueron el maléfico primo de Fantasio llamado Zantafio, y el sabio irresponsable y megalomaníaco Zorglub. Además, procede mencionar a nuevos e interesantes entornos geográficos donde se desarrollaban las acciones: el pueblo o villa de Champignac y su castillo, y Palombia.
Otro hecho destacado fue que en un inicio Spirou y Fantasio vivían en hogares separados, aunque en este período pasaron a instalarse ambos en una misma casa.
También hubo cambios desde el punto de vista psicológico: el personaje Spirou perdió su proverbial buen humor, y sus aventuras se volvieron más serias y más realistas. Además, Spirou se destacaba por no ser ni bebedor de bebidas espirituosas ni fumador, dando así prueba de un altruismo y de una corrección aún más estrictos que los demostrados por su competidor Tintin. Por encima de todo, Spirou estimaba que era su deber así como el de sus compañeros, combatir a los bandidos y malhechores, y mantener a raya a los malos.

### Fournier
Bajo la dirección de Fournier, y a partir del episodio Panade à Champignac, Spirou comenzó a dejar su habitual traje de botones, sustituyéndolo por vestimenta más corriente, aunque aún conservando su anterior pantalón y su sombrero, y aún reteniendo al rojo como su color favorito. En los años 1970, obviamente Spirou se dejó crecer los cabellos durante los cuatro álbumes de este período; además, en ese tiempo viajó a Japón y a Bretaña, encontrándose con Ankou.
En este período, Spirou y sus compañeros, junto a la bella polinesia Ororéa y al ilusionista japonés Itoh Kata, claramente expresaron e incidieron en sus preocupaciones ecológistas, y en particular señalaron su rechazo a la proliferación de centrales nucleares.

### La transición
Al inicio de los años 1980, tres grupos de autores marcaron el destino de la serie. Por entonces, Charles Dupuis planeaba aumentar la presencia de Spirou en sus publicaciones, y crear incluso un estudio que continuamente produjera aventuras del personaje central. Y Dupuis encargó esta tarea a José Dutillieu, antiguo director de Belvision, quien a su vez confió Spirou a Nicolas Broca (Nic) y a Raoul Cauvin (Cauvin). Paralelamente, el redactor en jefe de Spirou, Alain De Kuyssche, encargó a los debutantes Philippe Tome (Tome) y Janry, hacer algunos breves ensayos, mientras que Yves Chaland intentaba imprimir a la serie un espíritu más próximo al de los años 1950, aunque conservando las largas aventuras introducidas oportunamente por Franquin. 
Fue así como los lectores de Spirou vieron superponerse tres diferentes proyectos, tres diferentes orientaciones, sin explicación alguna respecto de la lógica que los respaldaba. De todas maneras, el proyecto de Chaland pronto se interrumpió, y el trabajo de Nic y de Cauvin en realidad aportó muy poco a la serie, dada la extrema simplicidad de sus historias. 
Con la mediación de Franquin, un resuelto Dupuis decide confiar el personaje a la pareja Tome y Janry, quienes consiguen que se abandone la idea del estudio, y exigen el control completo sobre el personaje.

### Tome y Janry
Entre 1982 y 1998, Spirou fue controlado por Tome y Janry, quienes introdujeron nuevos enemigos a la serie, tales como por ejemplo Don Cortizone (alias Vito la Déveine) así como la maléfica Cyanure (quien tendrá sus horas de gloria sobre todo en la serie televisada). Además, la serie pasó a tener un grafismo más iconoclasta.
El personaje de Spirou apareció entonces de una manera cada vez más humana y realista, reflejándose ello primeramente en sus sarcasmos cada vez más feroces respecto de los otros personajes. Además, ello también incidió en sus sentimientos y actitudes amorosas con Luna, la hija de Cortizone (más conocida por los fanes con el nombre de Luna fatal, título del álbum donde apareció este episodio). También tuvo un sentido amoroso su relación con Seccotine en Machine qui rêve. Sentimientos y actitudes cada vez más humanos y realistas invaden al héroe, quien en determinadas historias también reveló una incipiente depresión, así como pánico o cólera.
Tras varios números de gran éxito tanto de crítica como de público, el dúo tomó una decisión difícil, pero que se demostró correcta posteriormente. Hacía el principio de su carrera con Spirou, ambos desarrollaron una historia corta que narraba la infancia del personaje, que acabó publicada en formato álbum junto con otras historias cortas. Pronto, ambos se dieron cuenta del potencial que dicha historia tenía, y decidieron desarrollar una serie independiente centrada en los años infantiles de Spirou, cuando era aún un niño de ocho años, permitiéndose, como creadores, hacer surgir de la nada toda una pléyade de personajes, situaciones y todo un nuevo universo. Había surgido "El pequeño Spirou". Así, ambos autores trabajaron en ambas series, al mismo tiempo, hasta que, finalmente, tomaron la decisión de abandonar "Spirou y Fantasio",que a fin de cuentas, habían heredado y que les permitía pocas innovaciones, (y cuyos personajes no les pertenecían), para centrarse en la serie sobre la infancia del personaje, serie que era totalmente suya, y de la que llevan desarrolladas más de 1000 planchas autoconclusivas y varias historias de mayor extensión, y con la que aún continúan en la actualidad.

### Morvan y Munuera
Jean-David Morvan y José-Luis Munuera asumieron el destino de la serie entre los años 2004 y 2008. Bajo su pluma, Spirou desarrolló aún más su carácter humano: por ejemplo, Spirou se sintió profundamente afectado debido a su propia actitud en Paris-sous-Seine y consultó un psiquiatra en L'homme qui ne voulait pas mourir. 
Después de cuatro exitosos álbumes, el dúo, supuestamente afectado de incompatibilidad artística, fue remplazado por un nuevo equipo.

### Yoann y Vehlmann
Después de la caída de popularidad de la serie durante el período de Jean-David Morvan (Morvan) y de José Luis Munuera (Munuera), Dupuis decidió romper con la orientación de los últimos álbumes: la fusión manga de Munuera fue remplazada por el estilo más clásico pero también moderno de Yoann, así como por los guiones más inspirados de Fabien Vehlmann (guionista del best-seller Seuls). Y después del hors-série Les Géants pétrifiés, se realizaron otros dos álbumes en estilo ciencia ficción, Alerte aux Zorkons y La Face cachée du Z.

## Biografía ficticia
Esta biografía ficticia solamente resume y se basa en los contenidos de los álbumes de la serie.
Por cierto, hay extraños o singulares detalles que se refieren a la vida de Spirou y Fantasio cuando ellos no se encuentran inmersos en una aventura, que obviamente tienen su interés a efectos de la elaboración de esta biografía. Las historias contadas en la serie Une aventure de Spirou et Fantasio par ... fueron igualmente tomadas en cuenta, a pesar de que se ignora la cronología de estos acontecimientos respecto de la serie principal. Con relación a este asunto solamente se pueden deducir aproximaciones : Le Journal d'un ingénu necesariamente pertenece al período en el que Spirou se desempeñaba como botones en el Moustic Hotel, y por su parte el episodio Le Tombeau des Champignac es sin duda anterior al abandono del traje de botones como la indumentaria cotidiana de Spirou. Pero todo esto solamente es válido, a condición de que estas aventuras hayan sido "realmente" vividas por Spirou y Fantasio, puesto que a priori únicamente la serie principal tiene valor canónico.
Corresponde agregar que Spirou, en compañía de Fantasio, oportunamente visitaron el inmueble donde tiene su sede las ediciones Dupuis, ya que ello se menciona en la serie Gaston, pero el estatuto de Spirou como empleado de Dupuis es dudoso. Lo cierto es que en el episodio Alerte aux Zorkons, nuestro héroe claramente es presentado como una especie de emblema publicitario.

### El nacimiento o surgimiento de Spirou
Monsieur Papillon, director del Moustique Hôtel, buscaba un nuevo botones. Desesperado por los candidatos que se presentaron que no parecían ser competentes, decidió consultar a un pintor, quien resultó ser la caricatura de Luc Lafnet, amigo y colaborador de Rob-Vel. El pintor roció una pintura con agua de vida, y un botones salió de la tela y acompañó a monsieur Papillon para tomar inmediatamente su servicio. Que sea una representación caricatural de Luc Lafnet la que crea el personaje de Spirou en esta plancha inicial, puede significar que Rob-Vel quiere señalar la paternidad de Spirou a su verdadero creador.
Este extravagante relato no obstante fue puesto en duda más tarde, primero por el tío Paul bajo los efectos del alcohol en La Jeunesse de Spirou, aunque allí en tono de broma. De una manera mucho más seria y realista, la historia fue posteriormente presentada como una pesadilla recurrente del héroe en L'Homme qui ne voulait pas mourir.
La infancia de Spirou fue informada en el episodio La Jeunesse de Spirou, fruto como ya se dijo de la imaginación alterada por el alcohol de tío Paul (este personaje ficticio contó historias en el Journal de Spirou hasta los años 1980). Spirou fue presentado entonces como un muchacho revoltoso en sus años escolares junto a varios personajes de su universo tales como Fantasio y Zantafio; y sus profesores en ese centro educativo eran los dibujantes que participaron en la creación de sus aventuras.
Tome y Janry conservaron algunos de estos conceptos y los adaptaron en la serie Le Petit Spirou.
De niño, Spirou era mal educado y con frecuencia metía la pata; entonces estaba rodeado de personajes que no aparecen en la serie original. Su mejor amigo de esa época era Vertignasse, con quien protagonizó Le kit des 400 coups. Fue en esos días cuando el personaje descubrió y se vinculó con su abuelito, con quien Spirou desarrolló una verdadera complicidad durante sus aventuras.
Obviamente, estas informaciones tienen un valor discutible en cuanto al canon de la serie. Las diferencias de tono entre estos relatos y los de la serie principal, precisamente están avalando esta aseveración, y como Tome y Janry bien confirmaron en una entrevista, las series Spirou et Fantasio y Le Petit Spirou en realidad tratan dos personajes diferentes que tienen el mismo nombre.

### Las aventuras de Spirou y Fantasio (cronología)
El encuentro entre Spirou y Fantasio no es relatado en la serie principal, a excepción de lo dicho por el tío Paul. En efecto, en las historias escritas por Jijé, Fantasio se presenta sin más ni más como el mejor amigo de Spirou, y a partir de entonces está siempre a su lado.
En realidad la cronología de las aventuras de Spirou en compañía de Fantasio está sujeta a controversia, y los principales problemas que en este sentido pueden señalarse son:
- Incertidumbre en cuanto al valor canónico de las aventuras no publicadas en la serie principal, como las que aparecen en hors-séries, one-shots, e historias inéditas.[17] Obviamente la mayoría de estos relatos presentan entre sí algunas contradicciones.
- La elección para la cronología entre la primera publicación y la publicación en álbumes. Y para agregar algo más de confusión a este período, Spirou et les hommes-bulles, Les Petits formats y Tembo Tabou fueron publicados casi simultáneamente en Le Parisien libéré. Por si fuera poco, el relato Virus de Philippe Tome y Janry fue publicado entre La Ceinture du grand froid y La Boîte noire de Nicolas Broca y Raoul Cauvin, lo que agrega incompatibilidades añadidas.

El orden de los eventos y el paso del tiempo claramente no pueden ser fácilmente estimados. Spirou, quien aún frecuenta a los jóvenes de su barrio en Spirou sur le ring, probablemente aún es adolescente, pero en la época de La Corne de rhinocéros, acompaña a Fantasio en sus reportajes, lo que hace pensar que ya tiene edad para trabajar (nótese que en ese episodio sabe utilizar una máquina de fotos, pero inexplicablemente olvidó cómo hacerlo en Le Gri-gri du Niokolo-Koba). Conforme al orden de aparición de los distintos episodios en las revistas y en los álbumes, es que por ejemplo puede ubicarse temporalmente a comte de Champignac, ya que en ese relato no se usa aún la turbotracción, y tampoco aparece Marsupilami (fue en el curso de una misma aventura que se dieron a conocer por la primera vez a Martin y a Roulebille de la compañía automovilística Turbot).
Aparte de las excepciones que se han señalado, en líneas generales puede pensarse que el resto de los eventos de la historieta efectivamente se dieron en el orden de aparición en los álbumes. Por su parte y en cuanto al tiempo transcurrido entre los distintos episodios o los distintos álbumes, en L'Homme qui ne voulait pas mourir el propio Zantafio destaca que solo pasaron algunos años entre Spirou et les Héritiers y los eventos de ese álbum en particular, por lo que bien puede suponerse que Spirou es entonces un joven adulto.
De todas maneras, hay que destacar que los distintos autores que han intervenido en las historietas de Spirou, ciertamente no tuvieron una especial preocupación por conservar la coherencia cronológica de lo que se relataba. Por ejemplo, Machine qui rêve (que se desarrollaba en un futuro próximo) fue olvidada inmediatamente después de forma voluntaria. Y hacia el fin de Aux sources du Z, varios viajes en el tiempo tuvieron como consecuencia terminar ese álbum con Spirou aún joven, o sea con Spirou aún poco experimentado y con muchas aventuras aún por vivir; sin embargo, en La Face cachée du Z Spirou se permite superar el quatrième mur invocando sus decenas de álbumes de experiencia.
Por otra parte, Spirou forma parte de las historietas que pretenden representar el universo contemporáneo del lector a lo largo de los distintos relatos (Fantasio usa un iPod en Spirou à Tokyo) a la par que en este largo período temporal el personaje apenas envejece (cf.).

### Familia
Rob-Vel le atribuyó un hermano gemelo a Spirou, mientras que Franquin le inventó un tío en L'héritage. Por su parte, Tome y Janry le imaginaron un clon, aunque en realidad a éste verdaderamente no se lo puede considerar como miembro de la familia. 
En Le Petit Spirou, aparecen el padre y la madre del héroe, y también su inefable abuelito. De todas maneras, estos personajes no tienen valor canónico.

### Descripción física
Spirou es más bien bajo, vivaracho, y deportivo ; y pesaba 40'8 kg. cuando  partició en una pelea de boxeo. En los comienzos, el personaje siempre se vestía con un traje rojo de botones. Al mediar los años 1970 sin embargo, Spirou cambió su indumentaria de botones por una vestimenta de ciudad más común, aunque siempre conservando algún detalle que recordaba su ocupación como botones. El rojo siempre fue el color dominante en sus prendas de vestir, y con frecuencia llevaba una gorra de cuartel muy característica.

### Personalidad
Spirou era travieso y casi siempre positivo, y avanzaba con ímpetu. Sin duda éste es el estereotipo de un héroe modelo, sobrio y no fumador, que recordaba a Tintin.

### El traje de botones
La manera más sencilla de reconocer a Spirou es a través de su inconfundible traje de botones, que lleva casi en toda ocasión. Y como ya fue visto en la sección El nacimiento o surgimiento de Spirou, ello viene del hecho que en origen fue presentado como un verdadero botones de hotel, habiendo iniciado su desempeño laboral en el Moustique Hôtel.
Cuando Franquin tomó control del personaje, dejó de lado esta antigua profesión, ya que Spirou se volvió reportero, aunque conservando su tradicional vestimenta roja.
En 1973, cuando el personaje estaba en manos de Jean-Claude Fournier, Rob-Vel fue interrogado, declarándose decepcionado de la evolución que había tomado el personaje : « J'en aurais fait un globe-trotter qui aurait servi dans divers hôtels à travers le monde, mais je lui aurais conservé sa véritable fonction de groom. Aujourd'hui, son uniforme n'a plus aucune valeur, plus rien ne le justifie. »
Tome y Janry por su parte se permitieron, ya sea dejar de lado la tradicional vestimenta del personaje, ya sea bromear al respecto. En el episodio Le Groom du Président obliga a responder al lector que se trata de un viejo hábito de la época en la que efectivamente era un botones. Y en Luna Fatale, Spirou llevó el habitual traje al principio, para luego adoptar una vestimenta de mafiosi (miembro de la mafia), mientras que Luna conservaba su "gorra de cuartel".
Además, Tome y Janry parodiaron la fidelidad del personaje a esa injustificada indumentaria en Le Petit Spirou, aunque fue el uniforme familiar lo que inspiró el uniforme de los botones, según se aclara en el álbum T'as qu'à t'retenir !.
En los álbumes de Morvan y Munuera, el tradicional traje fue dejado de lado, aunque de todas maneras Spirou siempre tenía un vestuario rojo.
En los álbumes de Vehlmann y Yoann, la vestimenta volvió a ser la inicial. En efecto, en La Face cachée du Z, Zorglub preparó un armario entero con trajes de botones, ya que ese personaje creía que ese tipo de vestimenta gustaba a Spirou, lo que ciertamente no era el caso.
Y en la serie Le Spirou de…, Spirou ejerció de nuevo la profesión de botones; véanse los episodios Le Journal d'un ingénu y Panique en Atlantique.

## Spirou en el Japón
Morvan quería lanzar un manga con Oshima Hiroyuki, un proyecto consistente en relatar la adolescencia de Spirou en Tokio, en formato manga. Un resumen de esto fue presentado en un número del Journal de Spirou, retomado integralmente en el episodio 49Z, suplemento de Spirou à Tokyo. Esta "nouvelle" tuvo mucha repercusión, y de hecho dividió a la comunidad franco-belga. Pocas informaciones fueron publicadas respecto de esa serie particular, a no ser el escueto comunicado donde Morvan anunciaba querer readaptar ciertos episodios antiguos, como ser Il y a un sorcier à Champignac, para su difusión en Japón (esto, si se da crédito a un interview realizado por BoDoï). Morvan y Munuera no obstante fueron enviados a Japón antes de que el proyecto se concretase formalmente, y en consecuencia, el grado de avance o de fracaso actual es desconocido.

## Obras donde el personaje aparece

### Historietas
- Spirou et Fantasio (Dupuis, 1948).
- Gaston (Dupuis, 1957).
- Le Petit Spirou (Dupuis, 1990).
- Une aventure de Spirou et Fantasio par… (Dupuis, 2006).[24]
- Blondin et Cirage en el álbum Blondin et Cirage découvrent les soucoupes volantes (Dupuis, 1939).[25]
- L'Élan (Dupuis, 1981).

### Comedia musical
- Les Aventures de Spirou (Suzanne Jehan, 1944) con Roland Ravez en el rol de Spirou.

### Cuento-audio
Les disques Adès / Le Petit Ménestrel publicaron en los años 1980, varios cuentos-audio de aventuras de Spirou y Fantasio :
- Le Dictateur et le Champignon (1983, 33 revoluciones/minuto, 45 aniversario de Spirou)
- Le Repaire de la murène (1983, 33 revoluciones/minuto, 45 aniversario de Spirou)
- Les Bébés Marsupilamis (1983, 45 revoluciones/minuto)
- Spirou et les Héritiers (33 revoluciones/minuto)

### Series animadas
- Spirou (52 episodios, Michel Gauthier, 1992-1995) con Vincent Ropion
- Spirou et Fantasio (26 episodios, Daniel Duda, 2006) con Laurent Vernin

### Videojuegos[26]
- Spirou (Infogrames, 1995)
- La Panique mécanique (Ubisoft, 2000)